# Подвизи дружине „Пет петлића”
Подвизи дружине „Пет петлића” је поема за децу Александра Вуча, објављена 1933. године. Ова поема најавила је не само нове квалитете једног вида песништва, него и нове, до тада мало коришћене могућности стваралачке имагинације. Захваљујући овој и другим поемама за децу Александар Вучо сматра се оснивачем надреализма у дечјој поезији.
Вучова поема подвипрвобитно је 1931. године излазила у наставцима у Политикином подлиску за децу, да би се 1933, са предговором, колажима и текстовима - коментарима Душана Матића, појавила као засебна књга у оквиру едиције Надреалистичка издања.
Предговор за књигу написао је Душан Матић, који је урадио и насловну корицу и илустрације. Ово дело представља пример сарадње чланова београдске групе надреалиста и коауторства у српској литератури, а у предговору књиге Матић практично даје дефиницију техничке и семантичке логике колажа београдских надреалиста.

### Предговор
Предговор за књигу написао је Душан Матић. Иако је предговор написан за децу, Матић у њему практично даје дефиницију техничке и семантичке логике колажа београдских надреалиста:
| „ | Кад сто пута прегледате слике и досаде вам, пустите маказе нека их обрсте. Маказе су брже од кенгура: одсеците чичи бркове и залепите их на фуруну. Одсеците девојци ножице и прилепите их на врата. Зашто би врата увек била само отворена или затворена, нека пођу. Одсеците гавране са снега и прилепите их на луфтбалон. Ту бар нису злослутни пророци. Изрежите гуску која лети и стрпајте је сестри Ананији у руке. Одмах ће показати своју тајну мисао... | ” |

### Поема
Сама поема Подвизи дружине „Пет петлића” има шест певања, четири међучина Шта је у међувремену било и завршни кратки одељак Шта се затим дешава. 
- Прво певање : у коме се описују главне личности овог спева
- Друго певање : у коме је описано како се Буља упознао са лепом Миром и како су Петлићи решили да је спасу из ропства
  - Садржи два међучина Шта је у међувремену било
- Треће певање : у коме се види да је због лубеница пропало Мирино избављење из манастира
- Четврто певање : у коме се описује почетак и крај једног луфтбалона
  - Садржи два међучина Шта је у међувремену било
- Пето певање : у коме је описано како су Петлићи успели да сакрију Миру
- Шесто певање: у коме се види...
  - Завршава се кратким одељком Шта се затим дешава[5]

### Корице и илустрације
Душан Матић је такође урадио и насловне корице за књигу, као и илустрације - пет табли са наративним колажима у духу Београдског надреализма.

## Радња поеме
Девојчица Мира је доспела у манастирски ининститут у коме владају сурови закони дисциплине. Уместо да ужива у дечјој игри и слободи, Мира подноси тортуру од стране отуђених часних сестара - интернат је представљен као симбол неслободе и тешког живота детета. Видевши све то, пет дечака, чланова дружине "Петлићи", спремни су да помогну девојчици. Смишљају први план који не успева, али не посустају и упорно желе да остваре свој циљ. У другом покушају, уз помоћ луфтбалона, успевају да избаве Миру. Они проналазе место на коме неће ни часне сестре, ни остали пронаћи девојчицу и вратити је у интернат. Приликом остваривања овог плана дечаци показују велику храброст и одважност и доказују да су нераскидива целина.

## Главни ликови
Главни јунаци поеме су пет дечака („Петлићи”) и девојчица Мира. Одмах у првом певању Вучо представља „Петлиће”, пет дечака, од којих сваки има надимак којим је наглашена његова битна карактерна особина:
- Крака, спретан и храбар, „... у стању је, кад затреба, да прескочи сваки зид”,
- Њоре, краће Њог, храбар и одлучан, али увек гладан, „... ни по коју цену неће да напусти друга свог”,
- Јова нежно дете, али неустрашив, „... не воли ни клис ни мете. Ко год хоће нека трчи - И на врелом, летњем сунцу нек му нос и теме цврчи”,
- Буља (од буљав), спретан, виспрен и окретан, кад га неко нешто пита увек се „тако страшно исколачи и намрачи кô да му је изненада црни тигар за врат стао”,
- Ђођа-вођа, вођа дружине, „снажан је и врло смео, и од главе све до пете спреман је кô гранит-камен да издржи терет цео”
- Мира је лепа и враголаста девојчица која на све начине покушава да побегне из

Поред портрета и карактеризације деце, присутан је и портрет сестара из института. Оне имају двосмислена и карикатурална имена: Калавестра, препредена стара сестра, Керубина, Ананија, Утопија, Бигамија, Параскева и Чапља. Ликови деце описани су пластичније, детаљније и свакако привлачније од ликова  сестара из института, од којих је портрет лика сестре Калавестре најупечатљивији.

## О делу
Поетски модел ове поеме је бајковит и садржи елементе фантастичног и реалног. У њему је Вучо децу одлободио строгих правила и идиличних слика и кроз увођење градског простора и урбане средине, усмерио дечију пажњу на акцију, авантуре, снагу воље и смисао пријатељства. Он на довитљив начин повезује дечаке и стварни свет тако што све њихове активности и дружења везује управо за улицу. Ниједан од дечака не потиче из богате породице, већ су то децa из сиромашних породица градског предграђа, а таквих породица је било много у Београду у времену између два светска рата. На тај начин је предочена социјална стварност тог времена, али и породична представа живота. Истовремено Вучо показује бездушност богатих и указује на чињеницу да у неправедним државним системима дете пати колико и одрасли. Ипак, потреба за игром не престаје. Упркос свему томе дечаци су спремни да се друже и непоколебљиво улазе у тешке ситуације које доноси живот. Дружина „Пет петлића” је симбол доброте, искрености и чедости. У питању су несташни, али веома племенити и храбри дечаци, који се боре против неправде и зла и побеђују је на колективном плану, зато што се држе заједно и сложни су. У основи њихове авантуре јесте човекољубље.
Значајан утицај на ово дело су одиграле идеје надреализма, посебно она о деци као „рођеним надреалистима”. Ипак, не би требало схватити да је поема Подвизи дружине „Пет петлића” надреалистичко дело. Она није ни настала у време пуног замаха надреалистичког покрета у Србији, али у њој постоји низ елемената неодвојивих од надреализма: хаотичност сновних доживљаја, манифестације подсвесног, необуздана асоцијативност... У Вучовом случају најбитнији је утицај романа за децу Алиса у Земљи чуда Луиса Керола, кога су надреалисти сматрали својим претечом.
Још једна битна карактеристика ове поеме је да је њом Вучо, сликом градског пејзажа, био први српски песник који је у поезију унео слику градске средине као нов простор детињства.

### Хумор и критика друштва
У поемама Алексанра Вуча значајно место заузима хумор. Хумористичке сцене понекад служе да би радња могла да се настави неким новим заплетом и да би изазвала дечју радозналост. Употребом ироније, алузије и карикатуралних слика Вучо демаскира друштвени систем у коме сиромашни тешким радом зарађују за живот, док богати паразитирају на њихов рачун. Међутим, њему је друштвени систем само оквирни објекат пажње. пре свега га интересују дечји односи и дечје морално одређивање према неправдама. Његовој критици подлеже и религија, моћни чинилац грађанског друштва. Њену институцију, цркву, Вучо везује уз враголасту девојчицу Миру која се задесила међу окрутним сестрама робујући њиховој ригорозној дисциплини са којом се аутор обрачунава преко подухвата дечака у ослобађању девојчице манастирског заточеништва. Хумор је овде у „служби” ублажавања тешке ситуације. Да то није тако, поема Подвизи дружине „Пет петлића” имала би социјалну ноту и сасвим сигурно прешла у критику друштвеног поретка.

### Језик и стил
Начин приповедања је дечји. Песник препричава догађаје онако како би их препричала деца. Он потпуно усваја дечји начин расуђивања, па мали читалац, када чита ову поему, стиче утисак да слуша свог вршњака а не неког одраслог. Језик којим се у својим делима служе надреалисти је сличан језику којим се служе деца, наравно, асоцијативно гледано. Узимање речи без законитости које владају у одређеном друштву: набрајање, ређање без реда, што је својствено деци али и надреалистима. Вучо користи и идиоме који су такође блиски деци као устаљени језички изрази, као и жаргон.

## Порука дела
Иако је намењена најмлађима, поема Подвизи дружине „Пет петлића” носи важне поруке. Приказује здраворазумски однос деце према свету, њихову окренутост реалном животу, а истовремено и искрену жељу за игром и слободом. У основи дечије игре и авантуре јесте пријатељство. Оно одише искреношћу, племенитошћу и пожртвованошћу, а игра је њихово главно средство у борби против суровости и реалности света одраслих. Тиме Вучо потврђује да су праве одлике детињства игра, машта и слобода, а истовремено указује на то да се највеће врлине, као што су храброст, човекољубље, одлучност, истрајност и сл. стварају и примењују већ у најранијем детињству.

## Друштвени контекст
Током треће и четврте деценије 20. века у српској књижевности за децу дешавају се крупне промене. Станислав Винавер преводи Алису у чаробној земљи Луиса Керола, Повест Петра Пана Џејмса Метјуа Барија и Изистинске приче Радјарда Киплинга, док писци из круга београдских надреалиста, Александар Вучо, Душан Матић и Марко Ристић постављају темеље и учествују у изградњи модерне српске поезије за децу. Те промене настају као свесна тежња за променом постојећег стања на домаћој књижевној сцени за децу, на којој, према мишљењу историчара књижевности и књижевног критичара Милана Пражића у том тренутку „није било ни јаких стваралаца нити приметнијих остварења која би се својом вредношћу наметала пажњи књижевне јавности”.
Већ у предговору за прво издање „Петлића” Душан Матић се дотиче и тешкомг положаја шегрта и радничке деце. Од првих редова истиче социјалне разлике између најмлађих чланова друштва. Слици сиромашне радничке деце Матић супротставља слику безбрижне буржоаске деце, резултат супротстављених слика је револуционарно интонирано поређење. Матићев предговор и Вучови стихови дубоко су уткани у друштвеноисторијски и културни контекст времена у коме је дело настало. Они садрже реалну слику живота у Краљевини Југославији крајем треће и на почетку четврте деценије 20. века, обележеног тешким сиромаштвом и бедном егзистенцијом с једне и скупоценим животом буржоаског друштва с друге стране. Отвореним преиспитивањем друштвених хијерархија и доминантних вредносних система, поема Подвизи дружине „Пет петлића” својом појавом означава почетак новог доба певања за децу, поезије која ће дубље и сложеније захватити стварност, не кријући њене тамне стране. Поема истовремено одбацује круте конвенције и прописаненорме грађанске културе и уводи нову, антибуржоаску концепцију детета и детињства – дечаци из дружине дефинитивно више нису „невинчад” и „анђели” већ субјекти с правом на побуну.
Поема Подвизи дружине „Пет петлића” и садржински и формално представља једно од најнеобичнијих дела за децу објављених у Србији. Супротставивши се неинвентивном, дидактичком стваралаштву следбеника Јована јовановића Змаја, она осваја простор модерне поезије, уводи особену „естетику ружног”, нетипичну за књиге за децу, и језиком савремене популарне културе проговара о детињству које је све само не идилично.

### ТВ адаптација
Године 1982. Телевизија Београд снимила је мини ТВ серију Подвизи дружине Пет петлића, према сценарију Александра Вуча.

## Спољашњи извори
- Спасојевић, Предраг (10. 1. 2011). АЛЕКСАНДАР ВУЧО. Приступљено 7. 3. 2020.
- Панић Мараш, Јелена. „The Place and Significance of the Avant-Garde in the Modern Literature Teaching and Learning”. Иновације у настави. Учитељски факултет, Универзитет у Београду. Приступљено 7. 3. 2020.
- Миларић, Владимир (2016). „Александар Вучо - Позив на маштање” (PDF). Поља. 9: 26—27. Приступљено 7. 3. 2020.